# Paja Alta
Paja Alta es un paraje del Departamento Valcheta, en la provincia de  Río Negro, Argentina. El origen de esta localidad está dado por la estación de ferrocarril del mismo nombre. Está ubicada en la posición geográfica 40°45′35″S 66°03′07″O / -40.75972, -66.05194.

## Toponimia
El nombre de esta localidad tiene su origen en la paja, una graminie común en la patagonia, que incluso es utilizada para la construcción de ranchos.